# Joseph Mesmar
Joseph Mesmar (arab. يوسف مسمار; ur. 25 listopada 1921) – syryjski strzelec, olimpijczyk. 
Startował na igrzyskach w 1972 roku (Monachium). Zajął 50. miejsce w trapie.

## Wyniki olimpijskie
| Igrzyska | Konkurencja | Wynik       | Miejsce | Źródło |
| -------- | ----------- | ----------- | ------- | ------ |
| IO 1972  | Trap        | 167 punktów | 50.     | [ 1 ]  |